# Rocznik Antropologii Historii
Rocznik Antropologii Historii – rocznik ukazujący się od 2011. Redaktorami naczelnymi są: Jacek Kowalewski, Wojciech Piasek 2011–2016. W skład komitetu redakcyjnego wchodzą: Marta Kurkowska-Budzan (sekretarz), Marcin Brocki, Anna Brzezińska, Dobrochna Kałwa, Rafał Kleśta-Nawrocki, Barbara Klich-Kluczewska, Andrzej P. Kowalski, Krzysztof Piątkowski, Karolina Polasik-Wrzosek, Tomasz Wiślicz, Filip Wolański, Paweł Żmudzki.